# 馮京第
馮京第（？—1654年），字躋仲，號簟谿，浙江寧波慈谿縣（今慈溪市）人。明末清初学者、抗清志士。學者稱“簟溪先生”。

## 生平
復社名士，早年為诸生，崇禎十一年列名《留都防亂公揭》一百四十位士子之一。明末清軍南下，南京、杭州等地失陷，參加浙東抗清義軍，鲁王時任監軍御史。
魯監國二年（永曆二年，清順治四年，1647年），冯京第前往日本长崎出岛求援，日方因锁国令不許他上岸，京第每天身著朝服，跪在船頭哭拜，日方终于接收冯京第的血书呈送江户幕府。但日人始終未發一卒。後與王翊结寨于四明山，任兵部侍郎。顺治十一年（1654年）9月，清軍袭击舟山，冯正患重病，匿居于大岚的颧顶山，為部将出卖被俘，慷慨就义。
有部下為他保留一隻手臂，後人將王翊之首與董志寧之屍和馮京第之臂，合葬於寧波江北北郊鄉馬公橋邊，稱「三忠墓」。